# Jabberjaw
Jabberjaw (no Brasil: Tutubarão) é uma série de desenho animado estadunidense criado por Joe Ruby e Ken Spears, e produzida pela Hanna-Barbera. A série foi ao ar em 16 episódios originais na American Broadcasting Company (ABC) em 11 de setembro a 18 de dezembro de 1976 e as reprises continuaram até 3 de setembro de 1978. O enredo mais uma vez seguia o estilo grupo de adolescentes com animal de estimação.

## História
As aventuras se passavam no futuro (talvez contemporaneamente a The Jetsons) e as cidades eram no fundo do mar. O grupo era composto por Bife, o líder; Leila, uma garota esnobe; Bolha, uma loira burra; e Linguiça, o melhor amigo de Tutubarão, que era um tubarão branco bem atrapalhado. Eles formavam a banda subaquática Os Netunos. Durante as viagens em turnê, sempre acabavam cruzando com criminosos e vilões. Como para salvar o mundo só música não basta, Tutubarão e seus amigos partiam para a ação.
O desenho foi criado aproveitando o sucesso do filme Tubarão (Jaws), de Steven Spielberg, mas teve apenas uma temporada, com 16 episódios.
Tutubarão é ainda muito lembrado hoje pela sua frase: "não tem nenhum respeito!" (versão da dublagem brasileira para a frase original em inglês "No respect!", copiada do comediante americano Rodney Dangerfield).
Houve muitos boatos sobre processos e que o desenho seria uma imitação de Scooby-Doo, mas o desenho não saiu do ar. Diferentemente do Scooby-Doo, Tutubarão era muito corajoso e destemido, apenas a Leila o assustava.

## Portugal
A série estreou em Portugal em 1982 na versão original com legendas em português no canal RTP.

## Brasil
No Brasil o desenho voltou ao ar em novembro de 2002, no SBT, no Bom Dia e Cia, de Jackeline Petkovic; tempos depois o desenho passou a ser exibido no Sábado Animado. Em 2010, o clássico voltou para as manhãs da emissora.

## Elenco

### Atores
- Tutubarão: Frank Welker
- Linguiça: Barry Gordon
- Bolha: Julie McWhirter-Dees
- Leila: Patricia Paris
- Biff: Tommy Cook

### Vozes
- Estúdio: Herbert Richers
- Tutubarão: Ionei Silva
- Linguiça: Luis Manuel
- Bolha: Maralise Tartarine
- Leila: Carmen Sheila
- Biff: André Filho